# Румен Цоков
Румен Николов Цоков е български офицер, генерал-лейтенант.

## Биография
Роден е на 10 октомври 1954 г. във Враца. На 1 септември 1997 г. е назначен за заместник-началник на Оперативното управление на ГЩ на БА. На 11 април 2000 г. е освободен от длъжността заместник-началник на Оперативното управление на Генералния щаб на Българската армия и назначен за началник на Оперативното управление на Главния щаб на Военновъздушните сили. На 7 май 2001 г. е освободен от длъжността началник на Оперативното управление на Главния щаб на Военновъздушните сили и назначен за заместник-началник на Главното оперативно управление на Генералния щаб на Българската армия. На 6 юни 2002 г. е освободен от длъжността заместник-началник на Главното оперативно управление на Генералния щаб, назначен за заместник-началник на Главния щаб на Военновъздушните сили по операциите и удостоен с висше военно звание бригаден генерал. На 25 април 2003 г. е удостоен с висше военно звание генерал-майор. На 4 май 2005 г. е преназначен за заместник-началник на Главния щаб на Военновъздушните сили по операциите. На 25 април 2006 г. е назначен за заместник-началник на Генералния щаб по ресурсите, считано от 1 юни 2006 г. На 26 април 2007 г. е удостоен с висше офицерско звание генерал-лейтенант. Подава оставка през 2008 г. след взривовете в поделението в Челопечене. До 22 август 2008 г. е заместник-началник на Генералния щаб по ресурсите. През 2014 г. е подведен под отговорност заедно с други офицери за взривовете.

## Военни звания
- Бригаден генерал (6 юни 2002)
- Генерал-майор (25 април 2003)
- Генерал-лейтенант (26 април 2007)